# Lucio Elio Elvio Dionisio
Lucio Elio Elvio Dionisio (latino: Lucius Aelius Helvius Dionysius; fl. 293-302) è stato un politico romano di età imperiale, la cui carriera si svolse principalmente sotto gli imperatori Diocleziano e Massimiano.
Fu pontifex Dei Solis ("pontefice del dio sole"), curator operum publicorum ("curatore delle opere pubbliche"), curator aquarum et miniciae (nel 286/293), corrector utriusque Italiae, praeses Syriae Coele, iudex sacrarum cognitionum totius Orientis (un posto normalmente affidato a senatori.
Fu proconsole d'Africa intorno al 298: le iscrizioni che lo testimoniano riportano il suo nome cancellato. Tra il 301 e il 19 febbraio 302 fu praefectus urbi di Roma.